# ローランド・サクスター

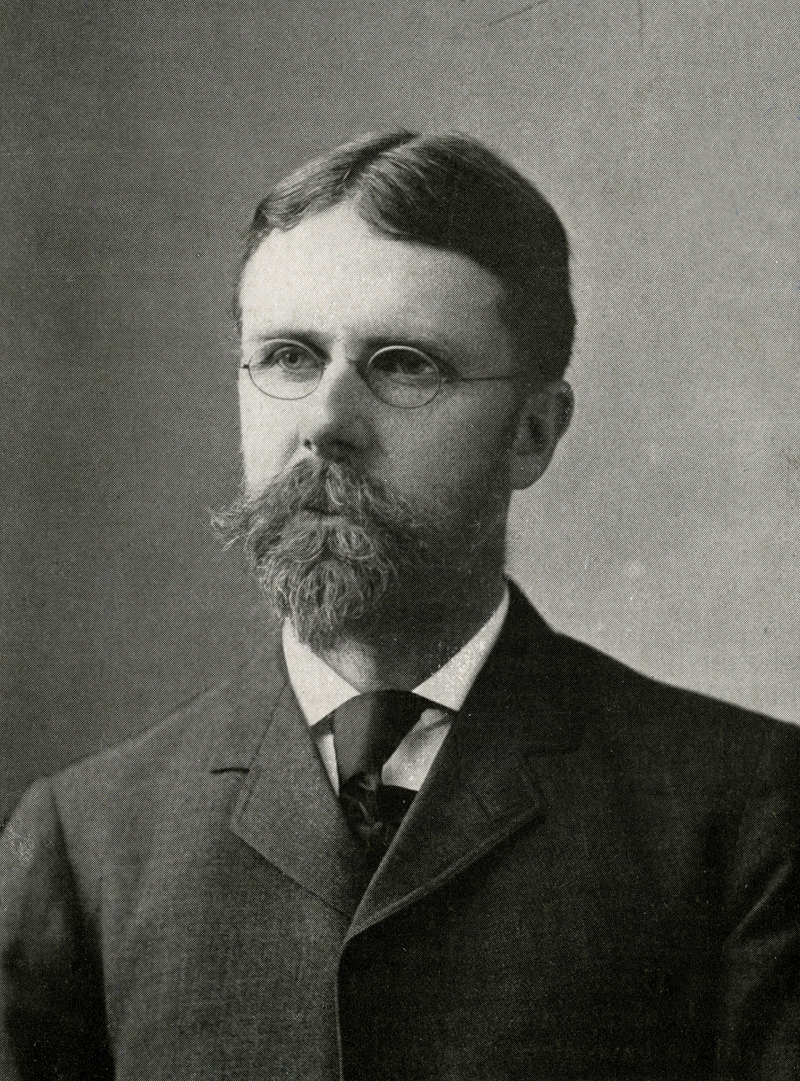
ローランド・サクスター

ローランド・サクスター（Roland Thaxter、1858年8月28日 - 1932年4月22日）は、アメリカ合衆国の菌類学者である。

## 略歴
マサチューセッツ州のニュートンビルにうまれた。母親は高名な詩人のセリア・サクスター(Celia Thaxter)である。1883年にハーバード大学医学部に入学するが、すぐに植物学に興味を持った。隠花植物を専門とする植物学者のファーロー（William Gilson Farlow）のもとで学び、サクスターが昆虫にも興味を持ち、蝶の標本を集めていたことから、ファーローに、昆虫に寄生する菌類を研究テーマにすることを進められた。農業試験場で植物病理学の仕事をした後、1891年にハーバード大学に戻り、隠花植物の助教授となり、1901年に教授となった。1919年にファーローが没すると、ハーバード大学のファーロー標本館（Farlow Herbarium of Cryptogamic Botany）の名誉館長職を引き継いだ。
南アフリカやトリニダードで調査旅行を行い、1907年から学術誌、"Annals of Botany"の編集を行った。1921年にスウェーデン科学アカデミーの外国人会員に選ばれた他、内外の学会の会員に選ばれた。
子嚢菌門の菌類の属名、Thaxteriaなどに献名されている。